# Der Fuchs als Hirte
Der Fuchs als Hirte ist ein Tiermärchen, das im norwegischen und estnischen Sprachraum bekannt ist.

## Handlung
Eine Frau suchte einen Hirten für ihr Vieh und sie begegnete nacheinander dem Bären, dem Wolf und dem Fuchs. Doch nur der Lockruf des Fuchses gefiel ihr, also stellte sie ihn ein. Der Fuchs fraß jedoch das Vieh der Frau auf und leerte auch ihr Butterfass, woraufhin die Erbitterte einen Rahmklumpen nach ihm warf. Sie traf aber nur den Schwanz des Fuchses und seitdem ist dieser weiß.

## Hintergrund
Das Märchen stammt aus dem Werk Norwegische Volksmärchen von Peter Christen Asbjørnsen und Jørgen Engebretsen Moe und erhielt im Deutschen den Titel Der Fuchs als Hirte Asbjørnsens und Moes Version enthält mit der Erklärung der weißen Schwanzspitze ein ätiologisches Element.
Eine weitere Version aus Estland ist mit einem Märchen vermischt, in dem der Fuchs immer wieder aus einer Bütte mit Butter nascht, wobei er davor stets behauptet zur Taufe eines Kindes zu gehen (siehe Nr. 18 bei Der Fuchs im Märchen). Sie stammt aus dem Werk Volksdichtung der Setu von S. Sommer, wurde 1929 in Setu von Th. Kõivastik nach Ustinja Kõivastik aufgezeichnet und erhielt im Deutschen den Titel Der Fuchs als Gänsehirt (AT 37* + 15). Diese Märchenkombination ist in Lutsi und Setu bekannt, wo 16 Varianten vorkommen. In gesamt Estland sind zu AT 37* mindestens 24 Varianten und zu AT 15 etwa 60 Varianten bekannt. Das Märchen kann auch mit weiteren Tiermärchen kontaminieren, so z. B. als AT 1 + 14; 153 + 15; 37 + 15; 37* + 15 + 154; 37 + 15 + 2 + 3 + 4.